# Tadese Tolesa
Tadese Tolesa (* 1988) ist ein äthiopischer Marathonläufer.
2010 gewann er den Florenz-Marathon. Im Jahr darauf stellte er bei der Maratona di Sant’Antonio mit seiner persönlichen Bestzeit von 2:09:02 h einen Streckenrekord auf und siegte beim Venedig-Marathon.
2012 wurde er Vierter beim Rom-Marathon.